# جون كلايتون (لاعب كريكت)
جون كلايتون (17 نوفمبر 1857 في المملكة المتحدة - 1 أبريل 1938) (بالإنجليزية: John Morton Clayton)‏ هو لاعب كريكت بريطاني (وحمل سابقاً جنسية المملكة المتحدة لبريطانيا العظمى وأيرلندا). لعب مع نادي مقاطعة ديربيشاير للكريكت ‏.